# JudasVille
JudasVille is een band uit Eindhoven, die volgens velen een mix van country, en hardrock à la Thin Lizzy en Social Distortion maakt. De muzikanten komen uit een relatief divers spectrum van muzikale achtergronden. In 2004 is het debuutalbum Welcome to Judasville verschenen.
Berry en Sander van Baalen zijn bekend van de Eindhovense bands The Lovesteaks en de Spades, die rockabilly- en speedrockachtige dingen deden, Sander Betz is actief in de stoner-achtige band Red King Rising, die de laatste tijd een meer metal-achtige kant op gaat.  Ook Sélim speelde in Red King Rising en was verder bekend van blackmetal-projecten en hardcore-bands als Urban Conflict en Maypole. Sander van Baalen speelde in hardcore-band Violation of Trust. Jaap is een bekende uit de rockabilly en jumpblues-scene en speelde onder andere in bands als Junior marvel en BugabooTang. Deze diversiteit zie je terug bij de optredens van JudasVille, waarbij ze naast hun eigen werk covers spelen van Johnny Cash en de Misfits.

## Biografie
Volgens de band zelf ontmoetten de vier elkaar in juli 2003 in een kroeg in Eindhoven, waar Berry en Sander van Baalen zaten te drinken, en over hun huidige band praatten waar de Schwung een beetje uit leek te zijn. Ze zagen Sélim, die zich druk stond te maken over het feit dat de dj een Misfits-nummer afkapte. Toen Sélim een biertje aangeboden kreeg en de drie begonnen te praten over hun muzikale achtergronden leek het te klikken en op het moment dat een melancholieke en whisky-drinkende Jaap (inmiddels ex-lid) een plaatje van Hank Williams aanvroeg was JudasVille.
Een paar maanden later, na slechts een handjevol repeteersessies, stond de band al in lokale kroegen en zalen, met als tweede show een optreden in Café Altstadt in Eindhoven, een bekende kroeg voor Eindhovenaren die van alternatieve rockmuziek houden. In zekere zin dus een belangrijke plek om te spelen voor een beginnende Eindhovense band. De band viel in positieve zin op, de optredens ontwikkelden zich tot een energieke live-performance en al snel volgden er meer concerten en verscheen het nummer Excuse Me op de verzamelaar Greetings From Eindhoven Rockcity!.
In januari en april 2004 nam de band nog een tiental nummers op, op eigen kosten. De redenering was dat ze zo meer vrijheid hadden over waar de nummers uitgebracht worden en na wat zoekwerk kwamen ze bij I Scream Records terecht, waar in oktober 2004 hun eerste album Welcome to JudasVille uitkwam. Het album werd over het algemeen heel positief ontvangen, en voor JudasVille het wirst speelden ze op allerlei festivals, en toerden ze door Duitsland, Frankrijk, en zelfs Japan.
Op 21 augustus 2005 maakte de band via hun website bekend dat Jaap Slijk de band had verlaten, om vervangen te worden door Sander Betz.
In 2005 speelden ze in het voorprogramma van Golden Earring, en ontdekte Eric Corton de band, waar hij zeer lovend over was. Hij gaf ze een week lang elke dag airplay van hun single Excuse Me. 
Sélim Lemouchi overleed op 5 maart 2014.